# Рошу
Ро́шу (рум. Roșu) — село в Кагульському районі Молдови, утворює окрему комуну.
Село розташоване на річці Прут.